# Indrek Zelinski
Indrek Zelinski, född 13 november 1974 i Pärnu, är en estländsk fotbollstränare och före detta spelare. Sedan 2016 är han tränare för Estlands damlandslag. Under sin aktiva karriär så spelade Zelinski 103 landskamper och gjorde 27 mål. 2001 blev han utsedd till årets spelare i Estland.

## Karriär
Indrek Zelinski skrev på för Flora Tallinn 1993 och blev ordinarie säsongen 1996/97. Säsongen 1997/98 samt 1998 (då Meistriliiga skiftade från att spela höst/vår till vår/höst) så gjorde Zelinski totalt 23 mål då Flora vann mästerskapet båda säsongerna. Flora vann även ligan 2001 då Zelinski stod för 13 mål på 12 matcher innan han såldes till danska AaB. Där fortsatte hans succé då han blev lagets bästa målgörare med 13 mål på 31 matcher. Ålborg bytte dock tränare vilket gjorde att Zelinski blev utlånad, först till Landskrona BoIS och senare till seriekonkurrenten BK Frem.
I januari 2005 skrev Zelinski på ett 2-årskontrakt med Levadia Tallinn där han blev lagets bästa målgörare tre år i följd. Han vann även ligan fyra år i rad, innan han avslutade sin professionella karriär 2009.

## Meriter
Flora Tallinn
- Meistriliiga: 1993/94, 1997/98, 1998, 2001
- Estländska cupen: 1995, 1997/98
- Estländska supercupen: 1998

Levadia Tallinn
- Meistriliiga: 2006, 2007, 2008, 2009
- Estländska cupen: 2005, 2007